# Forcipomyia quokkae
Forcipomyia quokkae är en tvåvingeart som beskrevs av Debenham 1987. Forcipomyia quokkae ingår i släktet Forcipomyia och familjen svidknott. Inga underarter finns listade i Catalogue of Life.